# Мокра (притока Дніпра)
Мо́кра (до 25 січня 2025 року — Мокра Московка) — річка в Україні, ліва притока Дніпра (басейн Чорного моря). Розташована в межах Запорізького району Запорізької області та обласного центру.

## Опис
Довжина 62 км, площа водозбору 457 км². Похил річки 1,8 м/км. Долина трапецієподібна, розчленована; завширшки до 3 км, завглибшки до 50 м. Заплава подекуди заболочена, її пересічна ширина 300 м. Річище звивисте, завширшки до 5 м, на окремих ділянках замулене. Споруджено декілька ставів.

Історичні світлини
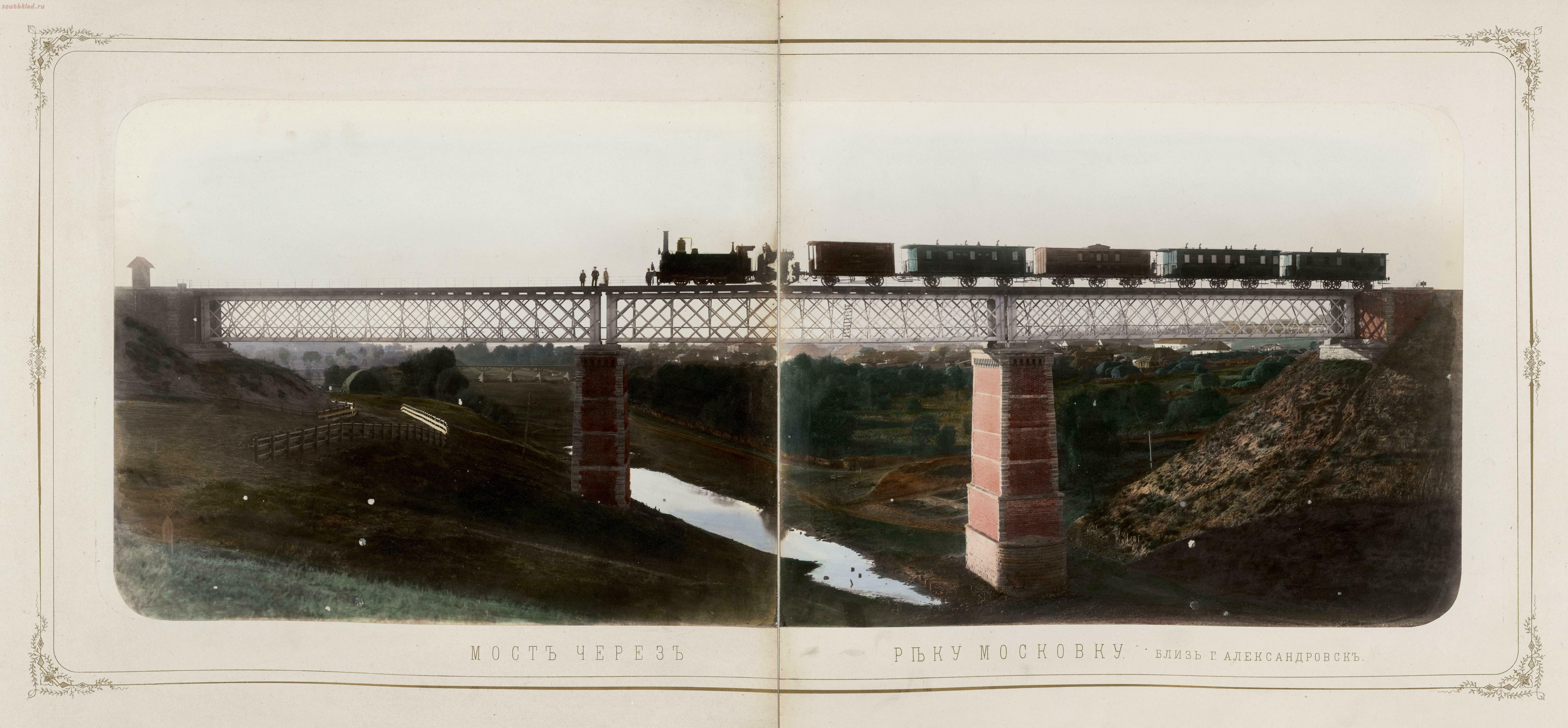
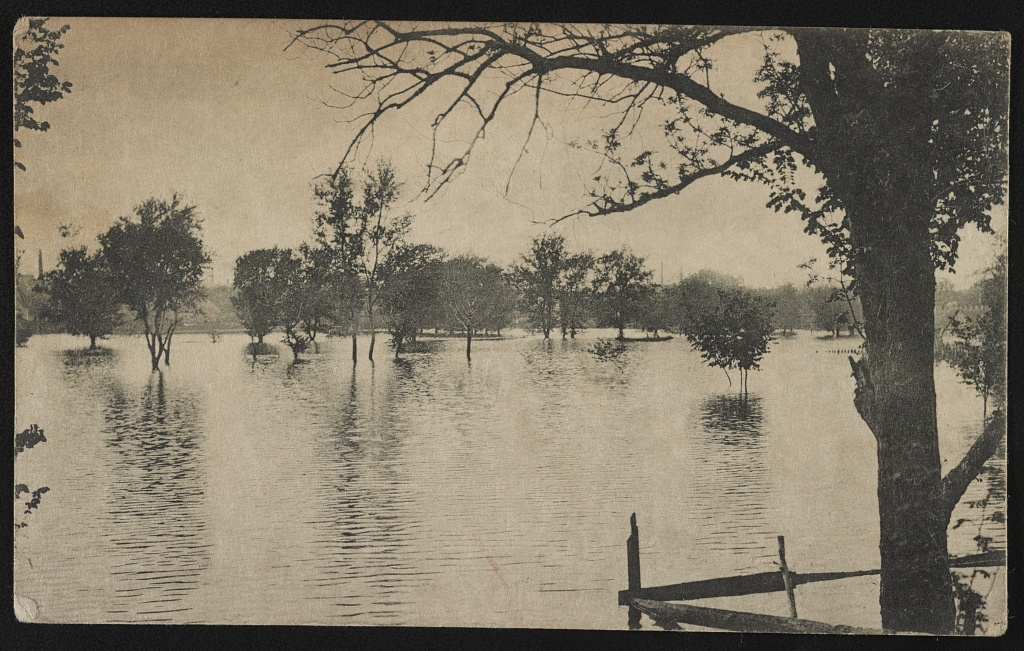

## Географічне розташування
Річка Мокра бере початок на південь від села Райське Запорізького району. Тече спершу на північний захід, далі — переважно на південний захід. У пониззі тече територією міста Запоріжжя впродовж 7 км і впадає у річку Дніпро, біля центрального парку «Дубовий Гай» (в межах Запоріжжя русло розчищене у 2005—2006 роках).

## Притоки
- Скелювате, Мечетна, Гнила (праві).

## Цікаві факти

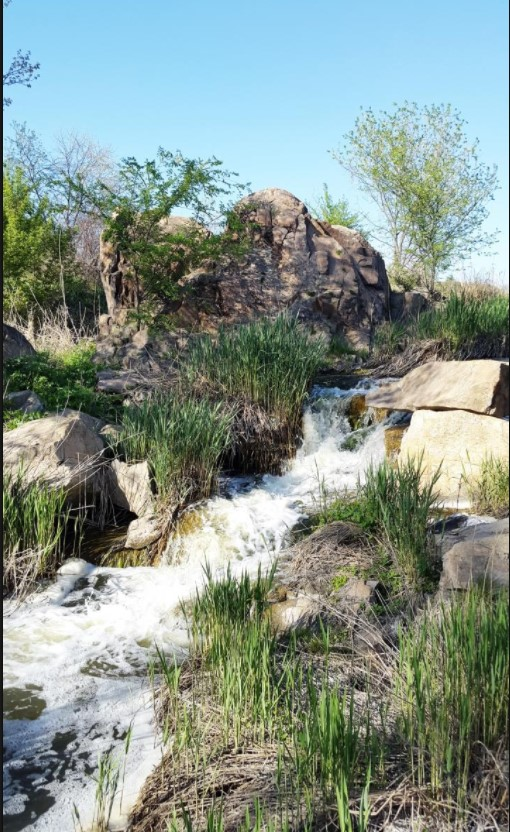
Наталіївський водоспад

- За переказами, назва річки походить від українського слова «моква» — мокротеча, низина.
- На річці є кілька невеликих водоспадів, найбільший з них — вище села Івано-Ганнівка.
- У січні 2025 року, в ході деколонізації, назву річки змінено відповідно з постановою Кабінету Міністрів України на Мокру[1]. За однією з версій стару назву Мокра Московка річка отримала у XVI столітті. Тоді тут табором стояли війська Московії, які прямували на війну з турками.
- У 1903 році споруджено залізничний міст через річку Мокра тодішньої Катерининської залізниці[2].

Залізничний міст через річку Мокра
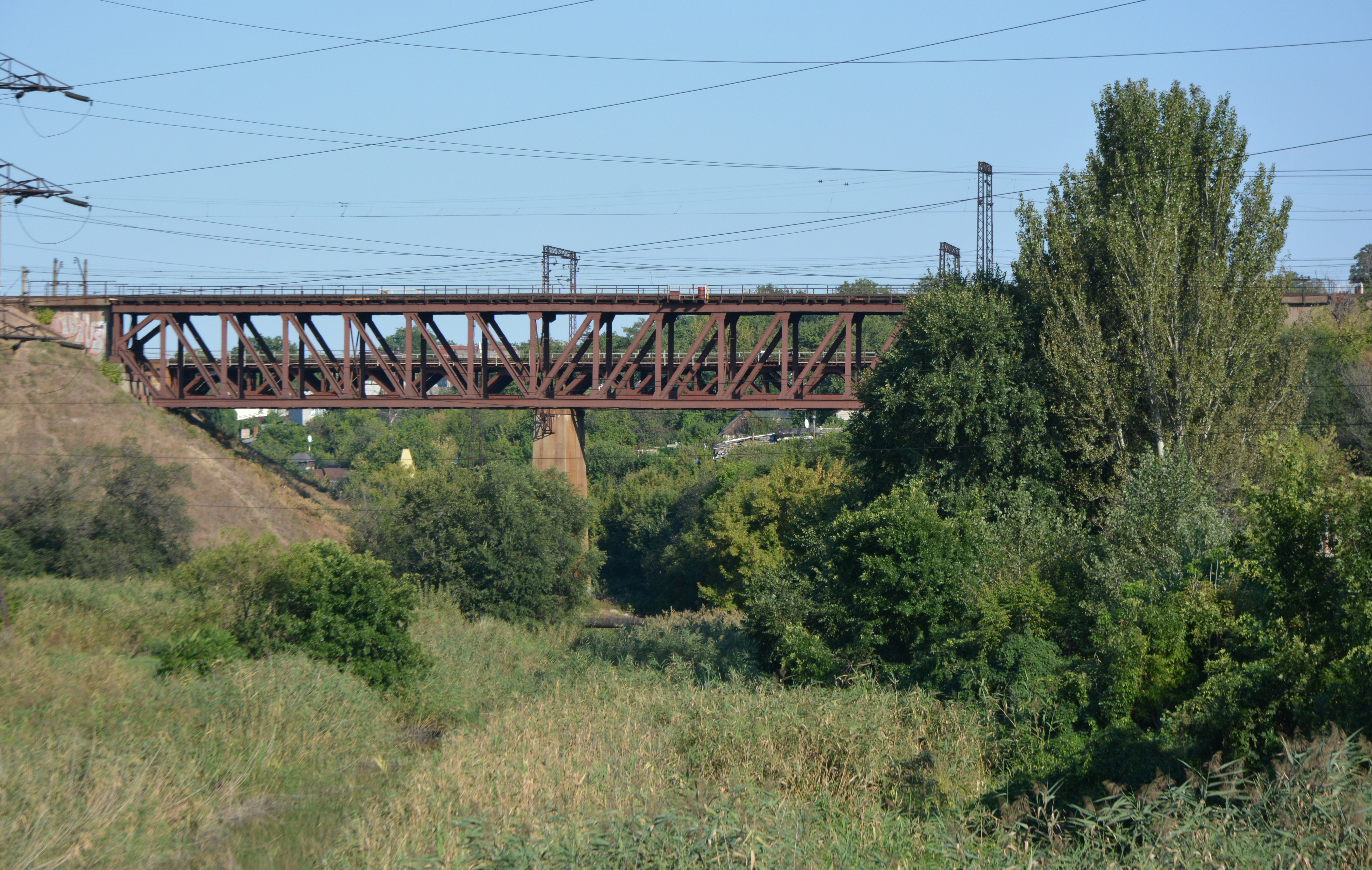
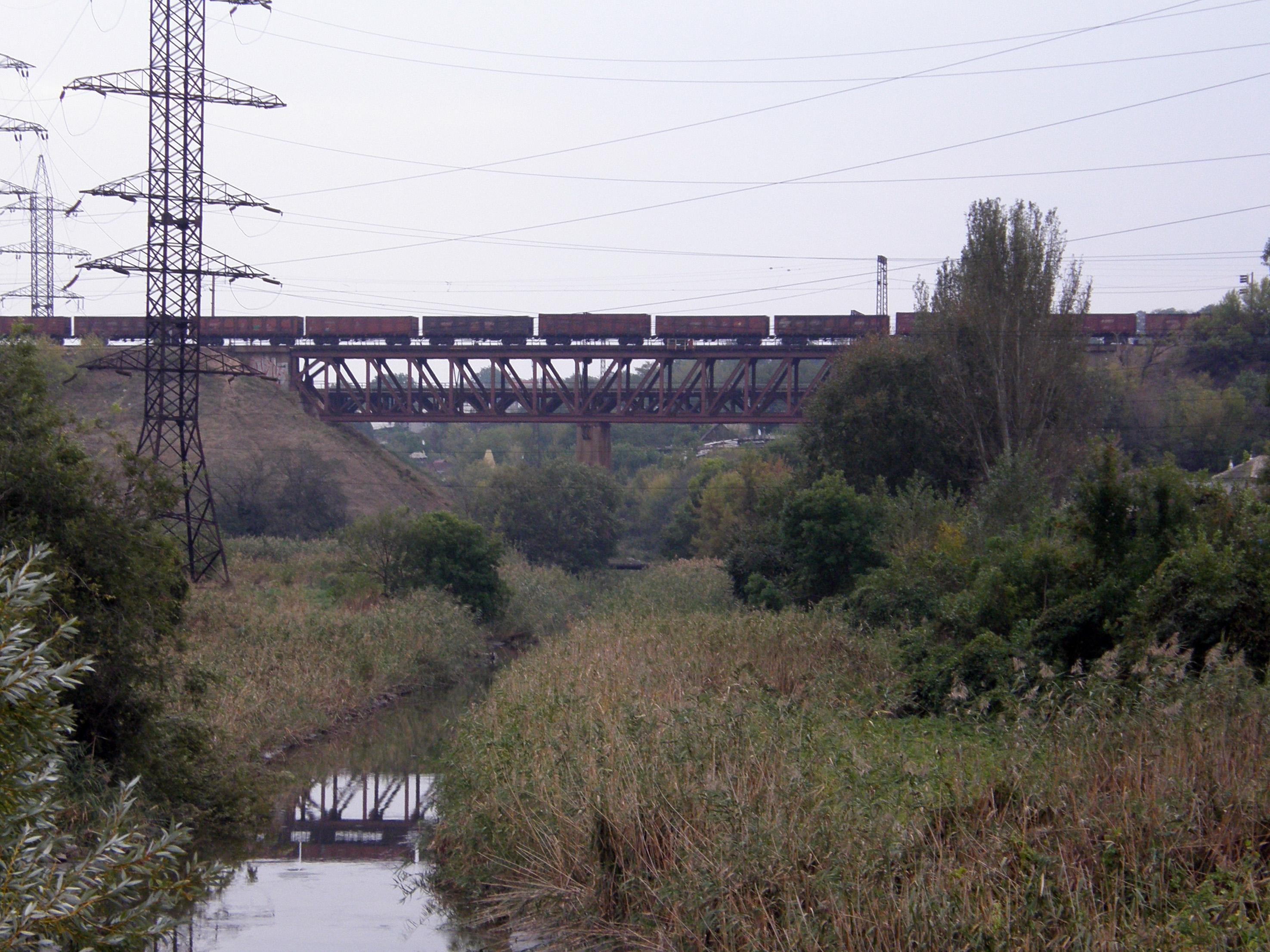
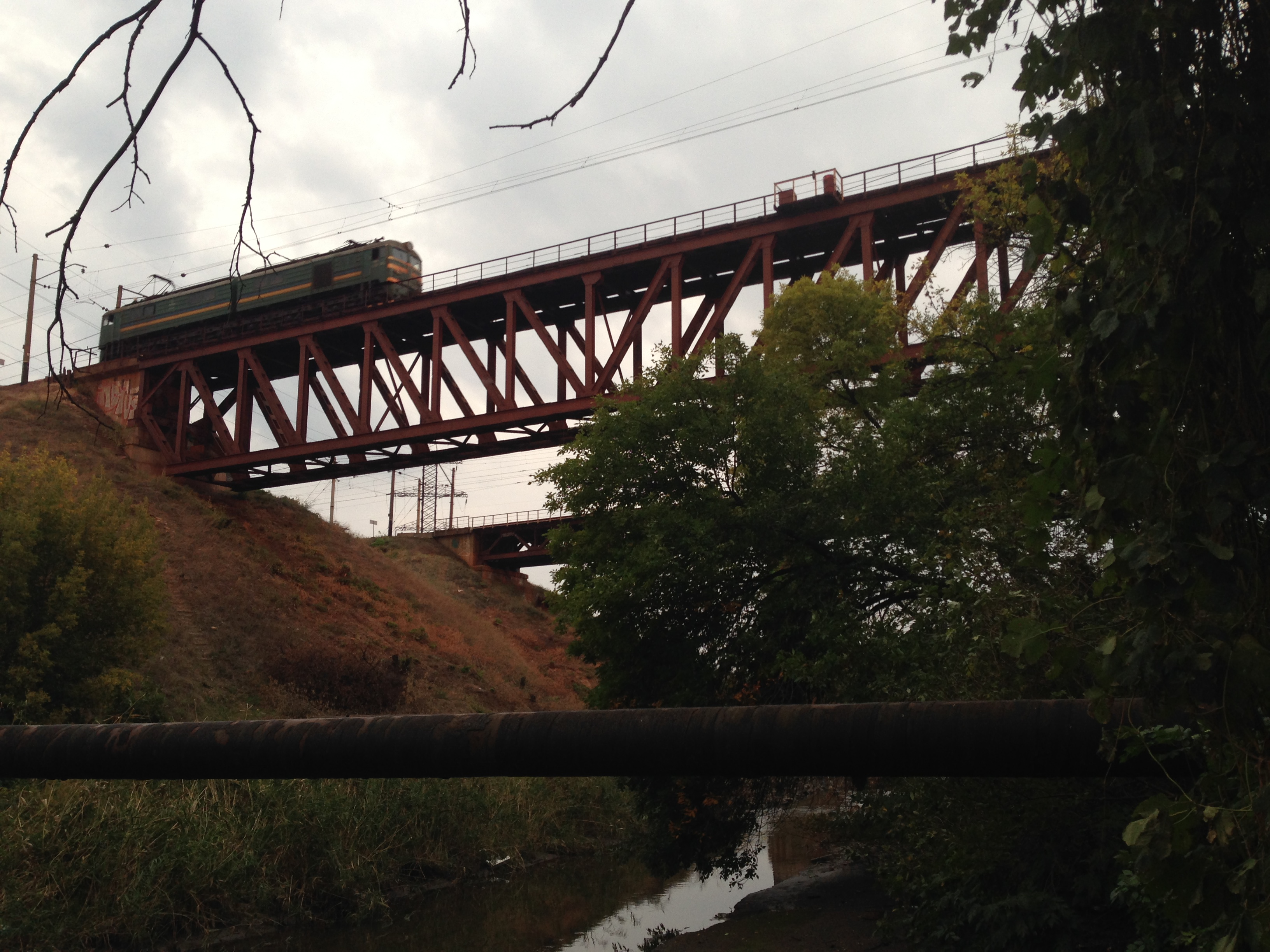
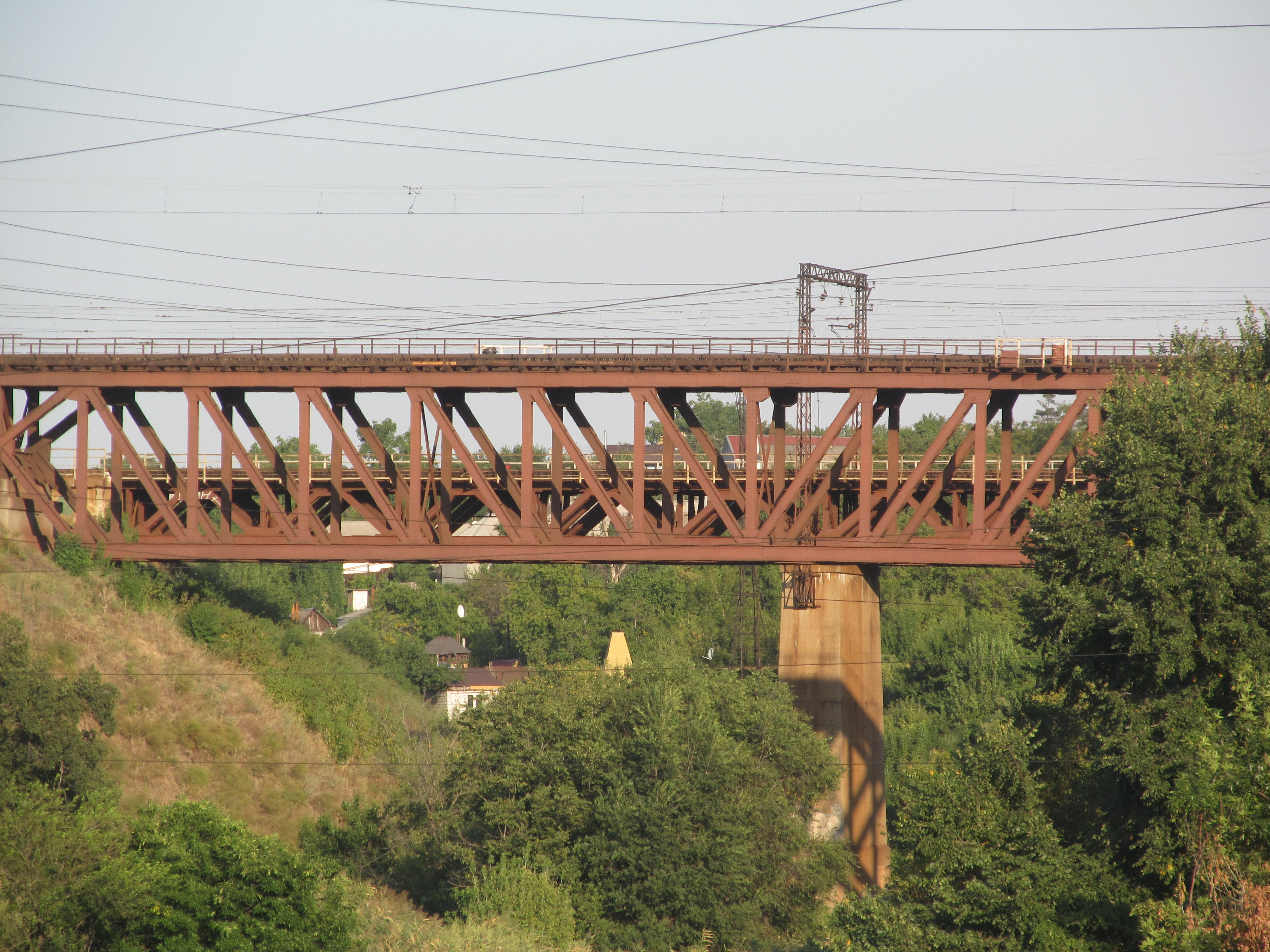

- Чимало разів змінювалось русло у гирлі, одне з історичних гирл є можливість побачити за гіпермаркетом «Епіцентр», що на вулиці Запорізькій.
- До та після Другої світової війни порушувалося питання створення каскаду дамб та шлюзових камер з метою створення судноплавства на річці. Проєктні роботи розроблялися у Ростові-на Дону, проте так і не був втілений.

## Екологія
У липні 2016 року Управлінням з питань екологічної безпеки Запорізької міської ради на розгляд представникам виконкому було запропоновано проєкт рішення про затвердження Програми «Про фінансування природоохоронних заходів за рахунок екологічних надходжень на 2016—2018 роки», в ході якого було заплановано виконання заходів з відновлення і підтримці сприятливого гідрологічного режиму та санітарного стану річок, розчищення гирла русла річки Мокра. В межах реалізації природоохоронних заходів передбачалося виконати роботи щодо озеленення обласного центру — створення ландшафтного парку вздовж Прибережної автомагістралі з висадкою декоративних рослин і закладкою системи поливу. Передбачено на ці заходи фінансування у розмірі 250 тис. гривень.
12 травня 2025 року, в районі Калантирівки, на річці Мокра було зафіксовано масштабне забруднення річки, яка була вкрита товстим шаром темної речовини — з-під чорної маси отруйної субстанції ледь пробивалася течія води, у водоймі зафіксована гибель риби. На відео з місця події видно, як вода ледве рухається під тиском отруйної субстанції. Площа ураження оцінена у понад 800 м². Екстреними служб попередньо встановили причину  забруднення — протиправний злив у річку отруйних відходів. Станом на 16 травня 2025 року було повідомлено, що майже закінчені роботи з очищення річки Мокра, які тривали чотири доби та не було зафіксовано потрапляння забруднення до річки Дніпро. Були встановлені додаткові загородження для запобігання можливим повторним інцидентам. До робіт з очищення та встановлення додаткових бонів також залучили місцеве інфраструктурне підприємство.

## Галерея

Краєвиди річки Мокра
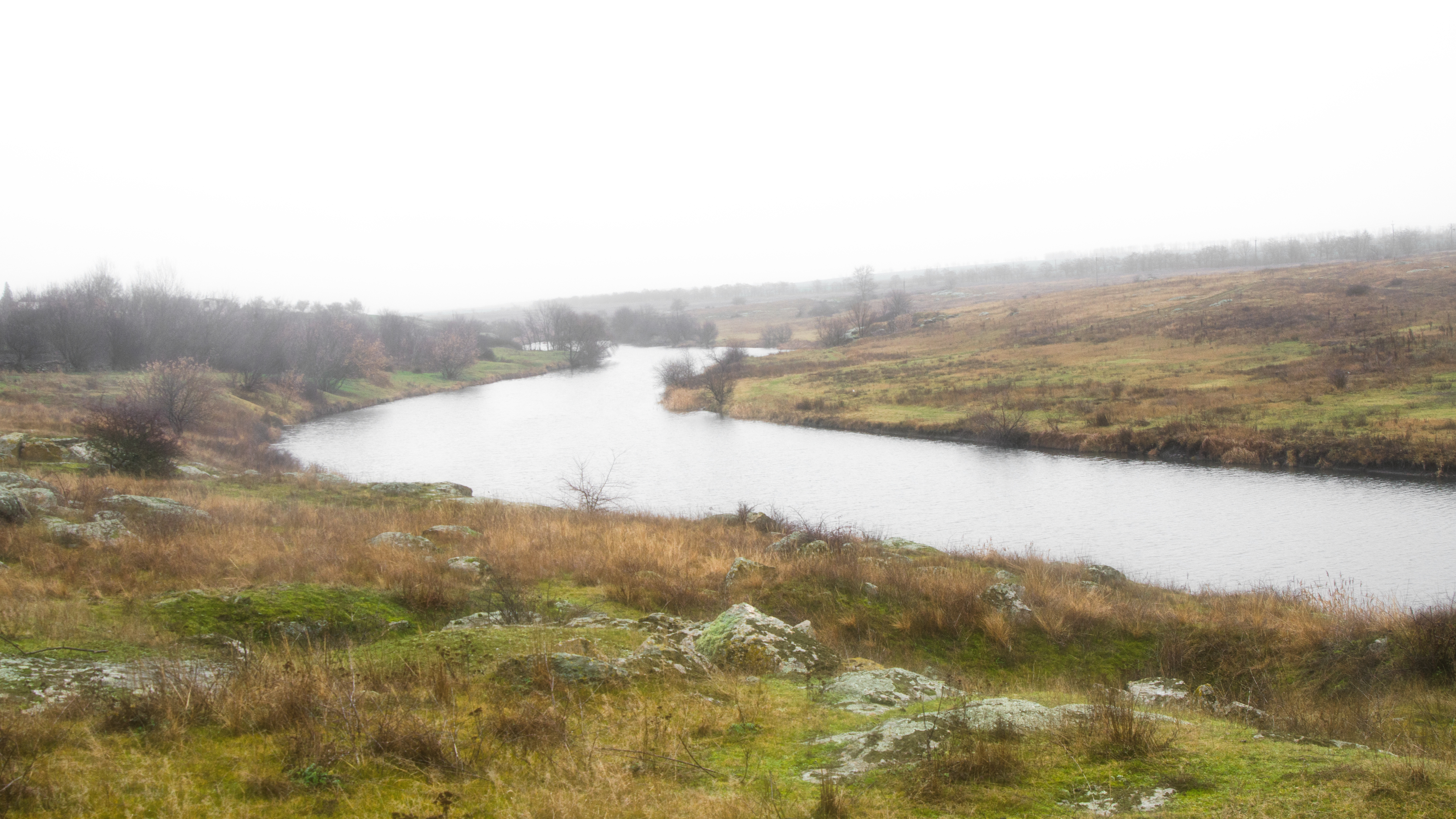
У Запорізькому районі
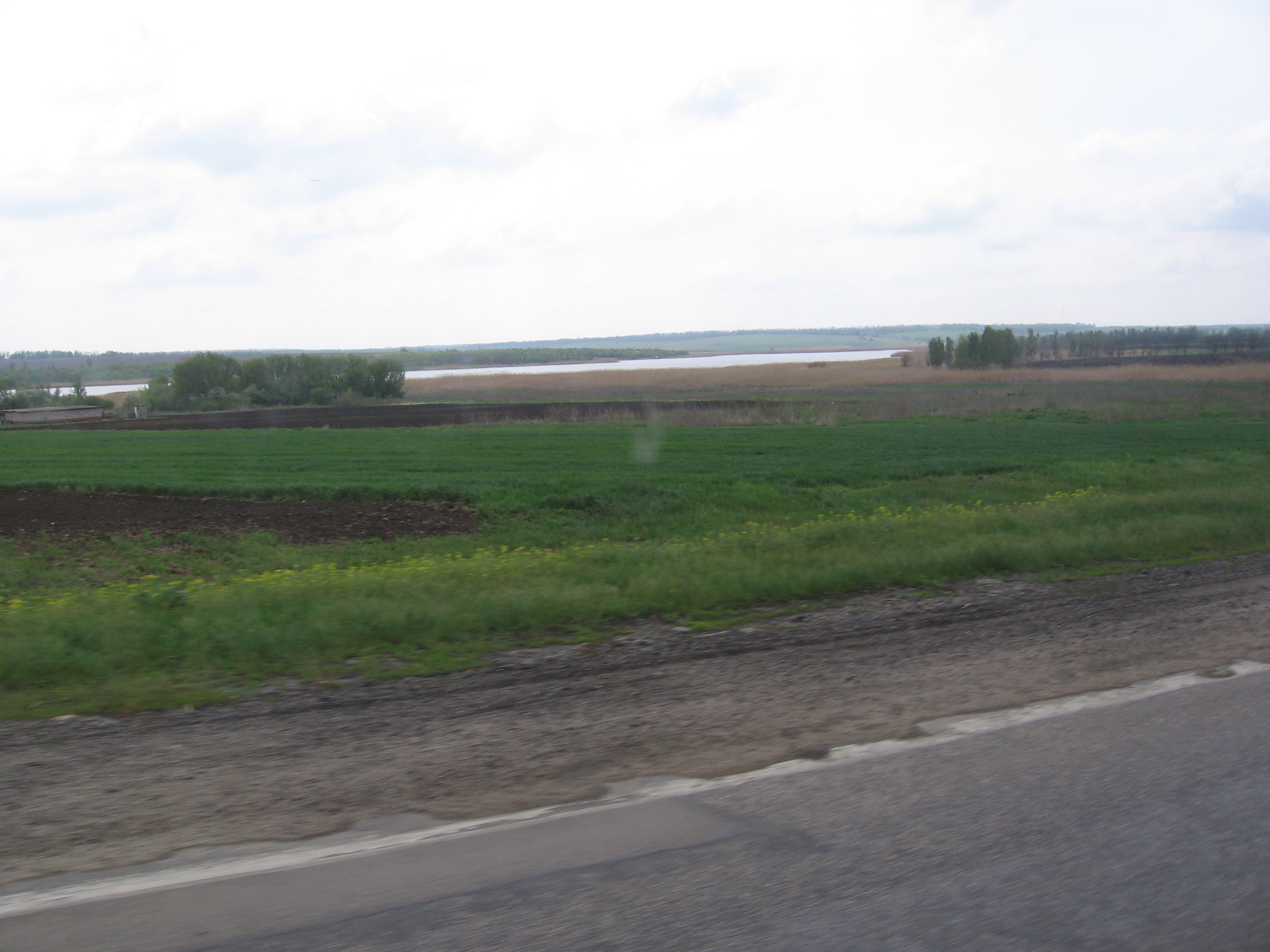
З автошляху Н15 (Запоріжжя — Донецьк)
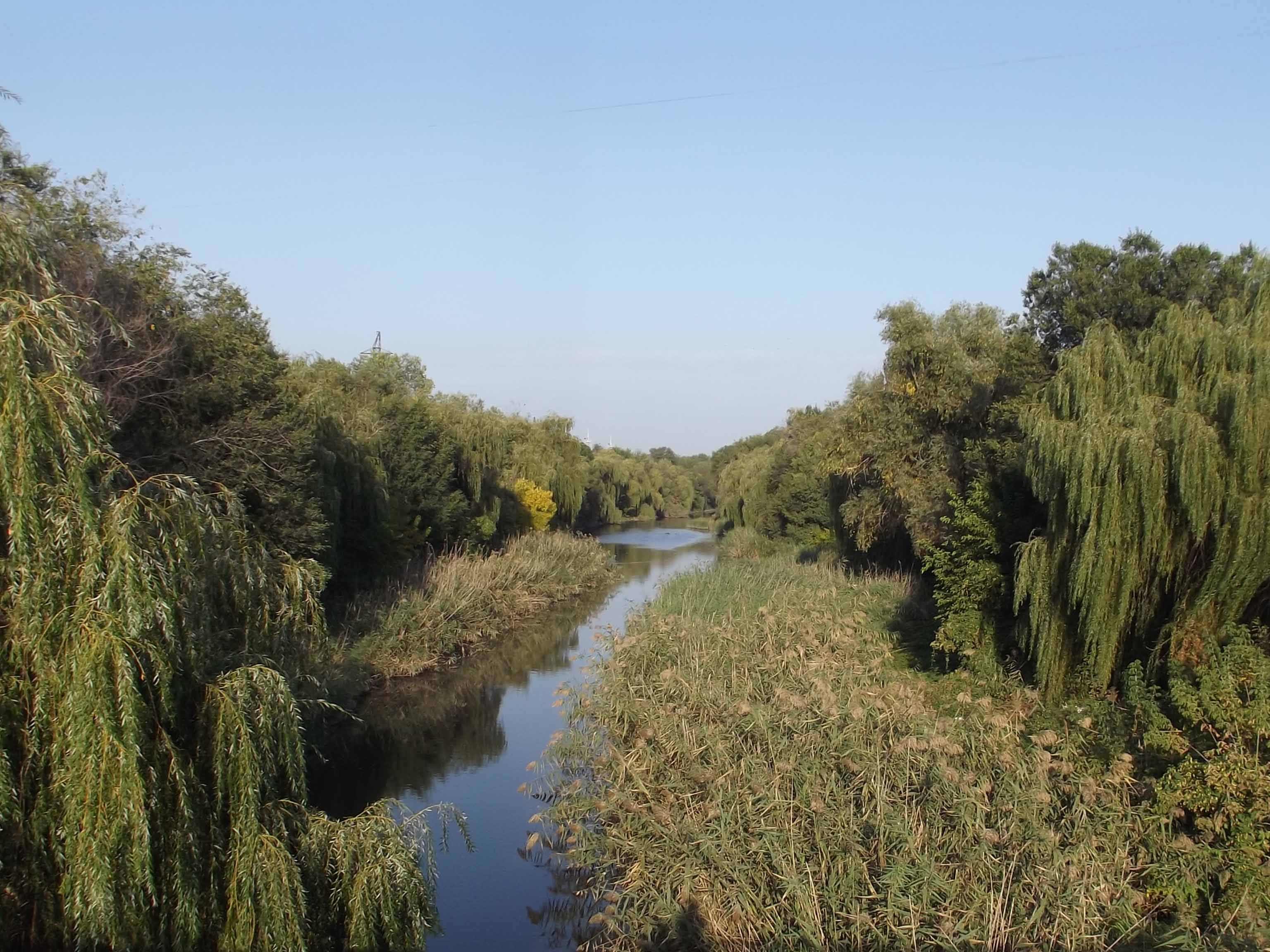
З Соборного проспекту
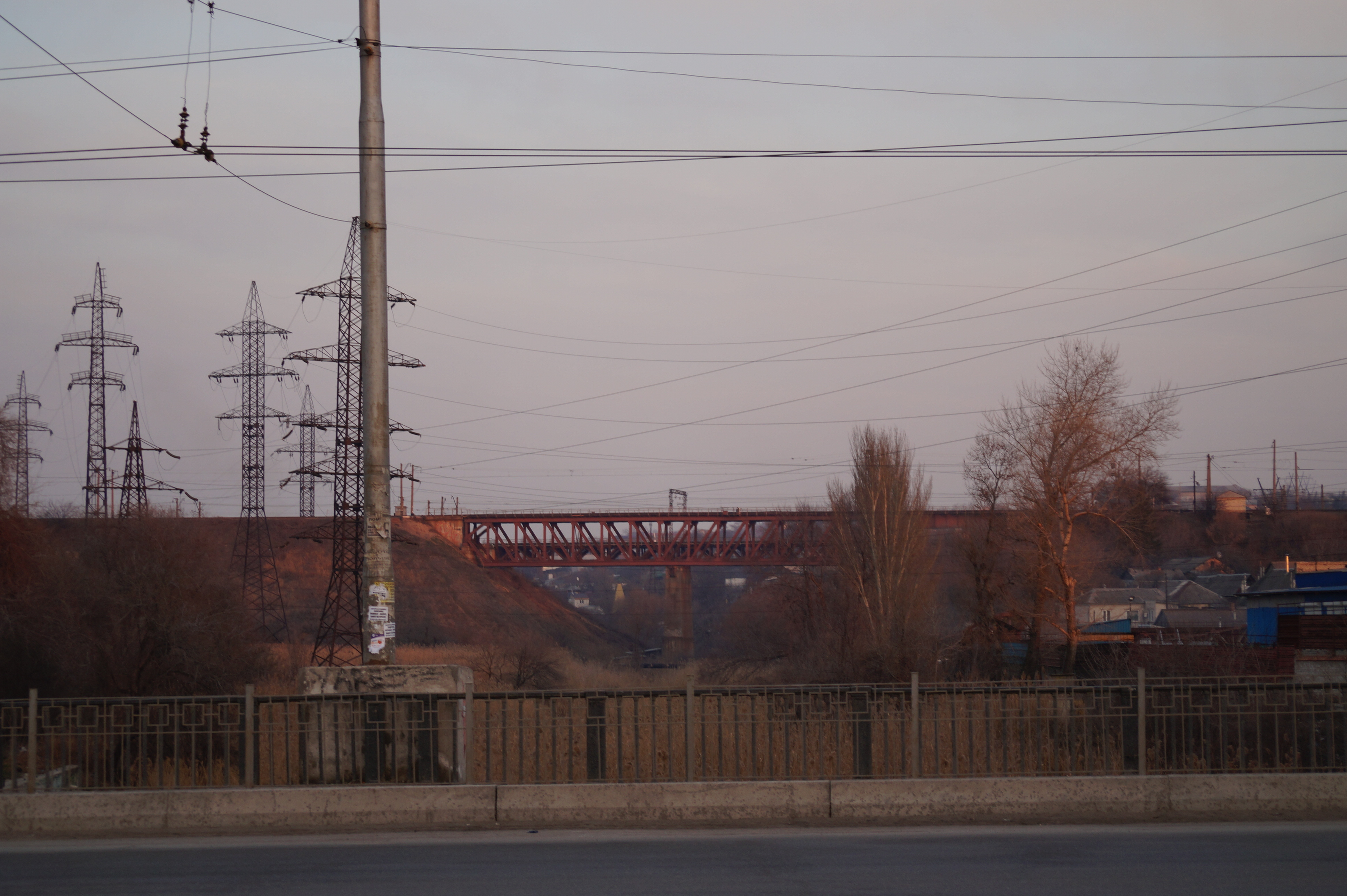
З Шенвізького мосту